# Pisces VII
Pisces VII (anche Triangulum III, in sigla Psc VII / Tri III) è una galassia nana ultra-debole (UFD) del Gruppo Locale ritenuta un candidato satellite della Galassia del Triangolo (M33).

## Scoperta
Pisces VII è stata scoperta nel settembre 2020 dall'astrofilo italiano Giuseppe Donatiello nel corso di una specifica ricerca di nuovi satelliti della Galassia di Andromeda e del Triangolo, mediante ispezione visiva delle immagini pubbliche del DESI Legacy Imaging Surveys.
L'oggetto fu confermato con immagini profonde ottenute dal Telescopio Nazionale Galileo (TNG) e caratterizzato in uno studio eseguito da un gruppo internazionale di astronomi guidati da David Martinez-Delgado. Essendo M33 nel sottogruppo di Andromeda (M31), era dal 2013 che non si aggiungeva una nuova galassia a questo sottogruppo.

## Distanza
Dallo studio emerse una distanza incerta, compresa tra 0,82 e 1,3 Mpc (2,6-3,1 milioni di anni luce), poiché i dati non permisero un buon campionamento di stelle appartenenti al ramo delle giaganti rosse (RGB), utilizzate come indicatori di distanza, essendo la magnitudine assoluta nota con precisione. Tale incertezza nella distanza portava a due possibili scenari: seconda galassia nana satellite di M33, oppure isolata nel Gruppo Locale. Nella seconda ipotesi, Psc VII sarebbe stata la galassia UFD più isolata nel Gruppo Locale. Inoltre, il diagramma colore magnitudine (CMD) aveva evidenziato la presenza di un'insolita popolazione di stelle più giovani, benché non fosse chiaro se realmente appartenenti all'oggetto oppure stelle spurie di sfondo ad esso sovrapposte prospetticamente.
A prescindere, Pisces VII è un oggetto rilevante anche per studi cosmologici. La natura di galassia satellite di M33, allenta la tensione sul "problema dei satelliti mancati" previsti dal Modello cosmologico Lambda-CDM, poiché una galassia come M33 dovrebbe avere da 9 a 25 galassie al suo seguito. La mancata rivelazione di altri satelliti di M33 (ma pure di M31), secondo gli esperti, sarebbe attribuibile a un limite strumentale degli attuali sondaggi.
Lo stesso gruppo di ricerca ha eseguito nuove indagini per vincolare meglio i dati riguardanti l'oggetto, acquisendo nuovi dati mediante il Gemini North Telescope di 8 metri. La maggiore potenza dello strumento ha permesso una migliore registrazione delle stelle RGB e delle stelle appartenenti al ramo orizzontale (HB). I nuovi dati hanno confermato sostanzialmente quelli del primo studio, ma più precisi. La distanza è stata così stabilita in 916 kpc (2,98 milioni di anni luce), dimensioni reali in circa 1200 anni luce e una magnitudine assoluta -5,3.
Una stima di distanza più precisa implica per Pisces VII una separazione reale di circa 97 kpc (316 mila anni luce) da M33 contro i 285 kpc (929 mila anni luce) rispetto a M31, rendendo pressoché certo il suo status di galassia satellite della prima. Psc VII è anche più vicina a M33 di quanto sia Andromeda XXII (113 kpc) perciò il suo legame gravitazionale è più forte.
Le osservazioni hanno inoltre permesso di confermare la popolazione di stelle più giovani (1,5 miliardi di anni), notata nello studio di scoperta, come appartenente a Pisces VII. Tale popolazione non è facilmente spiegabile in una galassia nana così piccola che si pensa abbia interrotto la formazione stellare subito dopo l'era della reionizzazione. La presenza di queste stelle più giovani suggerisce che possano essere del tipo blue stragglers, cioè formatesi al seguito di eventi di fusione tra stelle o sottrazione di materia in sistemi binari. Nel caso fossero realmente giovani, l'evoluzione dei sistemi UFD andrebbe rivista.